# LARES (compagnia aerea)
La LARES, contrazione di Liniile Aeriene Române Exploatate de Stat (tradotto dal rumeno Linee aeree rumene operate dallo stato) era una compagnia aerea statale rumena che operava su rotte regionali.
Istituita nel 1930 continuò la sua attività fino al 1937, anno in cui si fuse con la compagnia privata Societatea Anonimă Română de Transporturi Aeriene (SARTA) progenitrice dell'attuale TAROM.

## Storia
Nei tardi anni venti lo sviluppo dell'aviazione civile e la necessità di raggiungere sempre più velocemente località in territorio rumeno ed in Europa convince il governo dell'allora Regno di Romania ad investire in una compagnia aerea a capitale interamente statale che adeguasse il traffico passeggeri e merci agli standard internazionali.
L'istituzione della nuova compagnia aerea avvenne nei primi mesi del 1930, ed al marzo dello stesso anno aveva acquisito quattro Avia BH-25J, monomotori biplani di linea di produzione cecoslovacca, ben presto sostituiti da modelli più recenti.
La compagnia continuò ad operare in regime di monopolio fino all'istituzione della società privata SART (Societea Anonimă Română de Transporturi Aeriene), fondata su iniziativa delle aziende francesi Potez e Gnome & Rhône, e che da quel momento subì una forte concorrenza che la costrinse a ridurre la sua importanza.
Per trovare una soluzione di compromesso ed economicamente vantaggiosa per entrambe le parti, la SART propose una fusione tra le due realtà commerciali concretizzatosi nell'accordo siglato il 20 luglio 1937. La LARES si fuse alla SART in una nuova società a capitale misto di proprietà per due terzi dello Stato romeno e per un terzo costituito da capitale privato.
La compagnia continuo ad utilizzare il nome LARES con una piccola modifica nella ragione sociale ufficiale passata da LARE de Stat, cioè dello stato, a  LARE cu Statul, con lo stato.
La compagnia continua ad operare fino al 1946, anno in cui la Transporturile Aeriene Româno-Sovietice (TARS), compagnia aerea fondata l'8 agosto 1945 in collaborazione tra i governi rumeno e sovietico, rilevò tutti i servizi ed i velivoli della sua flotta.

## Flotta

### 1930 - 1937
La compagnia nella sua prima parte di storia operò con numerosi velivoli con diversi modelli di produzione mondiale:
 Cecoslovacchia
- Avia BH-25J

 Francia
- Farman F 192
- Potez 29
- Potez 56

 Germania
- Junkers F 13
- Junkers Ju 52/3m

 Romania
- ICAR M 36 Comercial

 Regno Unito
- de Havilland DH.89 Dragon Rapide

 Stati Uniti
- Lockheed L-10 Electra

### 1937 - 1946
Francia
- Potez 56
- Potez 62

 Germania
- Junkers F 13
- Junkers Ju 52/3m

 Italia
- Savoia-Marchetti S.M.83

 Romania
- ICAR M 36 Comercial

 Regno Unito
- de Havilland DH.89 Dragon Rapide
- de Havilland DH.90 Dragonfly

 Stati Uniti
- Douglas DC-2
- Douglas DC-3
- Lockheed L-10 Electra
- Lockheed Model 14 Super Electra